# Kétneutrínó-kísérlet
A kétneutrínó-kísérlet Leon Max Lederman, Melvin Schwartz, Jack Steinberger amerikai fizikusok és munkatársaik által elvégzett kísérlet, melynek eredményeként kiderült, hogy nem csak egyféle neutrínó van. Ez vezetett ahhoz a standard modellben alapvető felismeréshez, hogy az elemi részecskék családokba sorolhatóak.
1988-ban fizikai Nobel-díjat kaptak érte az alábbi indoklással: „a neutrínónyaláb módszerért,  és a müonneutrínó felfedezésével a leptonok dublet szerkezetének kimutatásáért”

## A kísérlet leírása
A kísérletet 1960 és 1962 között végezték a Brookhaveni Nemzeti Laboratóriumban.
1. Első lépésben 15 GeV energiájú protonokkal berilliumatommagot bombázva pionokat állítottak elő: {\displaystyle p+{\mbox{Be}}\rightarrow \pi ^{-}+X}
2. Hagyták elbomlani müonra és neutrínóra: {\displaystyle \pi ^{+}\rightarrow \mu ^{+}+\nu } és {\displaystyle \pi ^{-}\rightarrow \mu ^{-}+\nu }
3. A müonokat vastag acélfallal állították meg, hogy ne zavarja a mérést.
4. A keltett neutrínónyalábbal folyékony hidrogén illetve deutériumatommagot bombáztak.

A keletkező elektronokat és müonokat figyelték. Nem találtak elektronokat, csak müonokat, azaz az inverz béta-bomlás nem jött létre, hanem csak ennek müonos változata. Mivel neutrínóval már sikerült inverz béta-bomlást létrehozni, a jelenség csak azzal magyarázható, hogy az itt szereplő neutrínók másfajták. Tehát a pionból előállított neutrínók valahogy a müonnal, a másik fajta pedig az elektronnal van valamilyen kapcsolatban ({\displaystyle \nu _{\mu },\nu _{e}}).
Mai jelölésekkel:
a létrejövő reakció:
{\displaystyle p+{\bar {\nu _{\mu }}}\rightarrow n+\mu ^{+}}
és amit vártak, de nem volt: {\displaystyle p+{\bar {\nu _{\mu }}}\rightarrow n+e^{+}}
ez utóbbi csak így jöhet létre: {\displaystyle p+{\bar {\nu _{e}}}\rightarrow n+e^{+}}

## Érdekesség
A müonok kiszűrésére szolgáló acélfal második világháborús hadihajók roncsaiból állt azért, mert abban már nagyrészt elbomlott a természetes vasban is kis mennyiségben előforduló radioaktív anyag nagy része, ezért kisebb zavaró hátteret okozott a mérésnél.